# Oxythrips quercicola
Oxythrips quercicola är en insektsart som beskrevs av Bagnall 1926. Oxythrips quercicola ingår i släktet Oxythrips och familjen smaltripsar. Inga underarter finns listade i Catalogue of Life.